# Jon Fogarty
Jon Fogarty (Palo Alto, 25 maggio 1975) è un pilota automobilistico statunitense. Vince per due volte il campionato di Champ Car Atlantic Championship nel 2002 e nel 2004, la competizione motoristica meglio conosciuta in Europa come Formula Atlantic, campionato in cui ha mosso i primi passi da professionista l'indimenticabile Gilles Villeneuve.

## Biografia
Nel 2002 Jon Fogarty ottiene 4 Pole position (a Chicago, Toronto, Elkhart Lake e Montréal) e due Vittorie (a Monterrey e Denver), termina le gare per 3 volte al secondo posto (a Cleveland, Elkhart Lake e Montréal) e per due volte al terzo posto (a Long Beach e a Portland), per un totale di sette podi stagionali. Vince il campionato con un totale di 153 punti iridati.
Nel 2004 Jon Fogarty ottiene 6 Pole Position (a Milwaukee, Portland -gara1-, Toronto, Denver, Montréal e Laguna Seca) e sei vittorie (a Milwaukee, Portland -gara1 e gara 2-, Toronto, Montréal e Laguna Seca), termina le gare per due volte al secondo posto (a Vancouver e Road America) e non arriva mai al terzo posto, collezionando così un totale di otto podi e 327 punti iridati che per la seconda volta nella sua carriera gli permettono di diventare nuovamente campione iridato.